# Número de Schmidt
El número de Schmidt ({\displaystyle \mathrm {Sc} }) es un número adimensional definido como el cociente entre la difusión de cantidad de movimiento y la difusión de masa, y se utiliza para caracterizar flujos en los que hay procesos convectivos de cantidad de movimiento y masa.

## Etimología
El número de Schmidt se llama así en honor al ingeniero alemán Ernst Heinrich Wilhelm Schmidt (1892-1975).

## Simbología
| Símbolo                                      | Nombre                           | Unidad  |
| -------------------------------------------- | -------------------------------- | ------- |
| {\displaystyle \mathrm {Sc} }                | Número de Schmidt                |         |
| {\displaystyle \mathrm {Sc} _{\mathrm {t} }} | Número de Schmidt turbulento     |         |
| {\displaystyle \mu }                         | Viscosidad dinámica del fluido   | Pa s    |
| {\displaystyle \rho }                        | Densidad del fluido              | kg / m3 |
| {\displaystyle \nu }                         | Viscosidad cinemática del fluido | m2 / s  |
| {\displaystyle \nu _{\mathrm {t} }}          | Viscosidad turbulenta            | m2 / s  |
| {\displaystyle D}                            | Difusividad másica del fluido    | m2 / s  |
| {\displaystyle K}                            | Difusividad turbulenta           | m2 / s  |

## Descripción
El número de Schmidt relaciona los grosores de las capas límite de cantidad de movimiento y de masa. Se define como:
{\displaystyle \mathrm {Sc} ={\frac {\mbox{difusión viscosa}}{\mbox{difusión másica (molecular)}}}}
{\displaystyle \mathrm {Sc} ={\frac {\nu }{D}}}
{\displaystyle \mathrm {Sc} ={\frac {\mu }{\rho \,D}}}
El análogo al número de Schmidt en transferencia de calor es el número de Prandtl.

## Número de Schmidt Turbulento
El número de Schmidt turbulento se usa comúnmente en la investigación de turbulencia y se define como:
{\displaystyle \mathrm {Sc} _{\mathrm {t} }={\frac {\nu _{\mathrm {t} }}{K}}}
El número de Schmidt turbulento describe la relación entre las velocidades de transporte turbulento de momento y el transporte turbulento de masa (o cualquier escalar pasivo). Está relacionado con el número de Prandtl turbulento que se refiere a la transferencia de calor turbulento en lugar de la transferencia de masa turbulenta. Es útil para resolver el problema de transferencia de masa de los flujos turbulentos de la capa límite. El modelo más simple para Sct es la analogía de Reynolds, que arroja un número de Schmidt turbulento de 1. A partir de datos experimentales y simulaciones de CFD, Sct oscila entre 0,4 y 3,5.